# Coroatá
Coroatá este un oraș în Maranhão (MA), Brazilia.